# Яковлев, Александр Анатольевич
Алекса́ндр Анато́льевич Я́ковлев (15 января 1946, Москва, РСФСР, СССР — 19 декабря 2016, Москва, Россия) — советский и российский актёр драматического театра и кино.

## Биография
Коренной москвич, детство провёл в доме на Гоголевском бульваре.
В 1970 году окончил отделение «Актёр драматического театра и кино» Горьковского театрального училища (творческий руководитель — народный артист РСФСР Н. А. Левкоев).
После окончания училища по распределению был направлен на работу во Владимирский областной театр драмы. Затем вернулся в столицу, где был принят в труппу Московского областного театра юного зрителя (МОТЮЗа). С 1985 года служил в Московском областном драматическом театре имени А. Н. Островского.
Его дебютом в кино стала эпизодическая роль охранника американского посольства в советском многосерийном художественном телевизионном фильме «Семнадцать мгновений весны» (1973) режиссёра Татьяны Лиозновой.
Затем актёр снялся в художественных фильмах режиссёра Никиты Михалкова «Свой среди чужих, чужой среди своих» (1974) и «Раба любви» (1975), работал с Андреем Кончаловским в «Сибириаде» (1978).
Свою первую главную роль в кино исполнил в советском научно-фантастическом художественном фильме «Акванавты» (1979) режиссёра Игоря Вознесенского (роль акванавта-гидрокомбиста Свена Болла).
Позже сыграл у режиссёров Вениамина Дормана («Возвращение резидента» (1982), «Медный ангел» (1984), «Разорванный круг» (1987) и Владимира Наумова («Закон» (1989), «Десять лет без права переписки» (1990)).
С 1995 года сотрудничал со студией «ТриТэ» Никиты Михалкова и продолжал активно сниматься в кино.
В российском кино актёр играл в основном хара́ктерных отрицательных персонажей, причём диапазон этих ролей весьма широк: от офицеров Белой армии, гестаповцев, коварных отравителей, киллеров, наркобаронов, откровенных бандитов и мафиози до адвоката с сомнительной репутацией. Этапной в этом ряду можно назвать роль главного киллера русской мафии во французском боевике Патриса Леконта «Один шанс на двоих» (1998), где главных героев сыграли Ален Делон и Жан-Поль Бельмондо. 
23 апреля 2006 года «за харизматичное исполнение главной роли» международного авантюриста Сорса в боевике режиссёра Олега Степченко «Мужской сезон: Бархатная революция» (2005) Александр Яковлев был удостоен своей единственной в жизни награды — премии в номинации «Антигерой года» (раздел «Тематическое кино и телепрограммы») VIII Международного фестиваля детективных фильмов и телепрограмм правоохранительной тематики «DetectiveFEST» («Закон и общество»), проходившего в Москве с 19 по 23 апреля 2006 года.
На протяжении двух последних лет жизни Яковлев боролся с тяжёлым онкологическим заболеванием. Актёр скончался 19 декабря 2016 года. Прощание состоялось 22 декабря в морге больницы, отпевание — в храме преподобных Серафима Саровского и Анны Кашинской на Новом Донском кладбище. Похороны прошли на Введенском кладбище в Москве.

## Фильмография
- 1973 — Семнадцать мгновений весны (серия № 5) — охранник американского посольства
- 1973 — Великие голодранцы — гармонист
- 1974 — Небо со мной — немецкий лётчик
- 1974 — Свой среди чужих, чужой среди своих — штабс-капитан, организатор нападения на поезд
- 1975 — Раба любви — Саша, ревкомовец
- 1976 — Красное и чёрное (серия № 2) — Клод, зять безансонской трактирщицы
- 1977 — Любовь Яровая — Григорий
- 1977 — Судьба — немецкий офицер (нет в титрах)
- 1977 — Транссибирский экспресс — пассажир поезда
- 1977 — Побег из тюрьмы — Александр Иванович Спиридович, подполковник жандармерии
- 1977 — Фронт за линией фронта
- 1978 — Артём — участник митинга
- 1978 — Где ты был, Одиссей? — шарфюрер службы безопасности
- 1978 — Квартет Гварнери — Конклинг
- 1978 — Маршал революции — Семён Никитич Каретников, командир махновцев
- 1978 — Сибириада — военком
- 1979 — Акванавты — Свен Болл, акванавт-гидрокомбист
- 1979 — По следу властелина
- 1979 — Сын чемпиона — Олег Сергеевич, тренер
- 1980 — Шальная пуля — Волынцев
- 1981 — Оленья охота — Василий Трубников
- 1981 — Право на выстрел — старший следователь, майор погранвойск КГБ
- 1981 — Смотри в оба! — «Филин», атаман разбитой банды
- 1982 — Возвращение резидента — Фернанду Рош, капитан французского Иностранного легиона
- 1982 — Звезда и смерть Хоакина Мурьеты — главарь рейнджеров
- 1982 — Казачья застава — Гаврила, казак
- 1984 — Приказано взять живым — Ченцов, пограничник-кинолог с собакой Диком
- 1984 — Вера. Надежда. Любовь — Иван Тимофеевич Голубь, кулак
- 1984 — Инопланетянка
- 1984 — Медный ангел — Вакерос, подручный наркобарона Антонио Вальдеса
- 1985 — Русь изначальная — комес базилевса
- 1986 — Наш черёд, ребята! — Зверев, прапорщик
- 1987 — Визит к Минотавру — Яков Крест, уголовник-рецидивист
- 1987 — Выбор — Шапкин, старший сержант, артиллерист
- 1987 — Разорванный круг — Игорь Николаевич Лаптев, работник торговой базы
- 1988 — Приключения Квентина Дорварда — Карл, герцог Бургундский
- 1989 — Закон — Семён Алексеевич Ширяев, освобождённый зек
- 1989 — Абориген — Юра Куйбида, браконьер
- 1990 — Десять лет без права переписки — Юра Ширяев, администратор ресторана, бывший чекист
- 1990 — Заложница — Павел Григорьевич Григорьев, капитан милиции, следователь
- 1990 — Нелюдь, или В раю запрещена охота — Вячеслав Васильевич Нарыжный («Валет»)
- 1991 — Большое золото мистера Гринвуда — Максимыч
- 1991 — Кремлёвские тайны шестнадцатого века — дворянин Михайло Битяговский
- 1991 — Крысы, или Ночная мафия — «Шеф», главарь преступной группировки
- 1991 — Побег на край света
- 1991 — Царь Иван Грозный — Матвей Хомяк, опричник
- 1991 — Фирма приключений — Ивон Фрез, главарь банды
- 1992 — Алмазы шаха — Алексей Петрович, старший лейтенант милиции
- 1993 — Дафнис и Хлоя — Дриас
- 1994 — Хаги-Траггер — Лавриков, следователь
- 1998 — Сибирский цирюльник — Максимыч
- 1998 — Один шанс на двоих (Франция) — русский киллер
- 2000 — Нежный возраст — дядя Дагаева, криминальный авторитет
- 2001 — Часы без стрелок — Сашка («Библиотекарь»), киллер
- 2001 — Блюстители порока (серия № 6 «Не самый лучший день в конце сентября») — Герберт Фримен
- 2003 — Невеста по почте (Mail Order Bride) (Италия-США-РФ) — глава русской мафии
- 2004 — Богатство — Бентли, содержатель салуна
- 2005 — Верёвка из песка — «Чабан», вор в законе
- 2005 — Гибель империи (серия № 4 «Тёзка императора») — Лукашин, капитан
- 2005 — Заказ — Игорь, хозяин дачи
- 2005 — Мужской сезон: Бархатная революция — Сорс, международный авантюрист, бывший тренер сборной СССР по спортивной стрельбе
- 2005 — Зеркальные войны: Отражение первое — Калёнов, руководитель службы безопасности проекта «Саблезубый»
- 2005 — Не хлебом единым — начальник лагеря
- 2005 — Новый русский романс (Украина) — полковник ФСБ
- 2005 — Оперативный псевдоним 2. Код Возвращения — Иван Ларионович Неволин
- 2005 — Чердачная история
- 2006 — Охота на гения — Рубцов, генерал
- 2006 — Палач — Станислав Андреевич Антипов, криминальный авторитет
- 2006 — В ритме танго — Михаил Переверзев
- 2006 — Русский перевод — Грицалюк, полковник, советский военный советник в Южном Йемене
- 2007 — Надежда как свидетельство жизни (Украина) — Павел Павлович, олигарх, отец Маши
- 2007 — Мороз по коже — Иван Минчиков, генерал
- 2007 — Личная жизнь доктора Селивановой — Пётр Моисеевич Боровский, врач-педиатр
- 2007 — Диверсант. Конец войны — Фёдоров, генерал-лейтенант
- 2007 — Путейцы — Пётр Ильич Кириллов, начальник поезда «Москва—Сочи»
- 2007 — Марш Турецкого 4. Возвращение Турецкого (фильм № 11 «Кровник») — Михаил Громов
- 2007 — Убить змея — Лосев
- 2007 — Срочно в номер (фильм № 1 «Бытовуха») — Владислав Николаевич Горохов
- 2008 — Крылья ангела — Семён Ильич Артемьев, отчим Жени
- 2008 — Жил-был дед — Пётр Гаврилович Кузнецов
- 2008 — Адмиралъ — Адриан Иванович Непенин, вице-адмирал
- 2008 — Евлампия Романова. Следствие ведёт дилетант 3 (фильм № 7 «Канкан на поминках») — Александр Викторович Беляев
- 2009 — Предлагаемые обстоятельства (серия № 4 «Богатый наследник») — Эдуард Константинович Белявский
- 2009 — Вызов (4-й сезон) (фильм № 11 «Пропавшие») — Василий Михайлович Казаринов
- 2009 — Дикий — Андрей Васильевич, полковник, бывший начальник Дикого
- 2009 — Золото скифов — Иван Ильич Большаков, генерал, отец Глеба
- 2009 — Петля — Михаил Григорьевич Сытин
- 2009 — Приказано уничтожить! Операция: «Китайская шкатулка» — Гаврила
- 2009 — Адмиралъ (сериал) — Адриан Иванович Непенин, вице-адмирал
- 2010 — Путейцы-2 — Пётр Ильич Кириллов, начальник поезда «Москва — Сочи — Москва»
- 2010 — Сеть — Михаил Григорьевич Сытин
- 2010 — 2012 — Земский доктор — Виктор Александрович, муж главврача Стерлиговой
- 2010 — «Алиби» на двоих (фильм № 12 «Близкие люди») — Александр Феликсович Колючий
- 2011 — Дуэль — Александр Семёнович, отец Светы и Жени, судья
- 2011 — Наследница — Владимир Владимирович, мэр Южноморска
- 2011 — Объект 11 — Пётр Алексеевич Сомов, полковник ФСБ, руководитель отдела «Объект 11»
- 2011 — Молога. Русская Атлантида — Григорий Феофанов
- 2012 — Одинокий волк — Игорь Сергеевич Дедов, генерал милиции, начальник Гирина
- 2012 — Метро — Алексей Петрович Валеев, машинист поезда 17 состава
- 2012 — Закрытая школа (4 сезон) — Николай Филатов, он же полковник Фролов, он же Карл Флейшер
- 2012 — Без свидетелей (серия № 37) — Виктор Григорьевич, отец Сергея
- 2012 — ЧС (Чрезвычайная ситуация) — Филатов, дипломат, отец Алексея
- 2013 — Легенда № 17 — Всеволод Бобров, советский хоккеист и тренер
- 2013 — Шулер — «Золотой»
- 2014 — Вий 3D — Оверко («Косой»)
- 2014 — Чужая война — морской офицер

## Награды
- 2006 — лауреат премии в номинации «Антигерой года» (раздел «Тематическое кино и телепрограммы») VIII Международного фестиваля детективных фильмов и телепрограмм правоохранительной тематики «DetectiveFEST» («Закон и общество»), проходившего в Москве с 19 по 23 апреля 2006 года — «за харизматичное исполнение главной роли» Сорса в боевике режиссёра Олега Степченко «Мужской сезон: Бархатная революция» (2005)[5][6][7].